# Mirinda

Früheres Markenzeichen

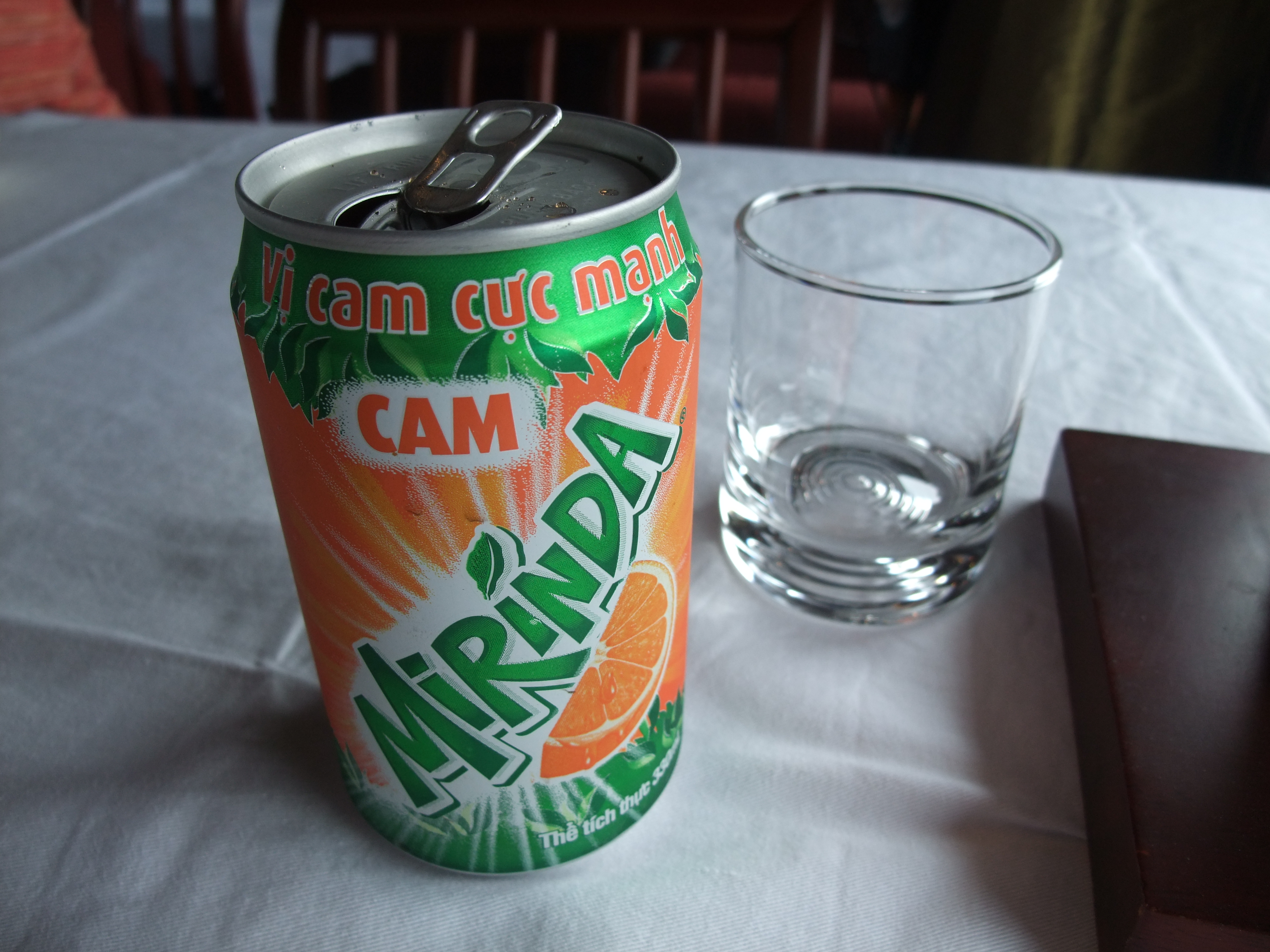
Mirinda-Dose

Mirinda ist eine Orangenlimonade. Der Name stammt aus dem Esperanto und bedeutet „wunderbar“. Mirinda wurde ursprünglich in Spanien produziert und ist seit 1970 eine Marke der PepsiCo.
In Deutschland und der Schweiz gibt es Mirinda regelmäßig lediglich in der Geschmacksrichtung Orange, seit 2009 laut Herstellerangabe auch in einer Light-Variante. Im Rahmen von Aktionen wird Mirinda bisweilen in begrenzten Zeiträumen in weiteren Geschmacksrichtungen angeboten.
Zwischen 1995 und 1999 wurde zusätzlich zu Mirinda 7up plus Orange von PepsiCo vertrieben. Mit einem von Mirinda abweichenden Geschmack konnte sich dieses Getränk nicht durchsetzen.
In den Vereinigten Staaten und anderen Ländern gibt es Mirinda auch in den Geschmacksrichtungen Grapefruit, Kulturapfel, Erdbeere, Banane-Weiße Johannisbeere, Ananas und Traube.
Seit dem Jahr 2022 ist die Limonade (erstmals seit den 1980er Jahren) auch wieder in Österreich erhältlich und wird seit Jahresbeginn 2022 bei Waldquelle in Kobersdorf abgefüllt. Hier gab bzw. gibt es allerdings auch das ebenfalls von PepsiCo vertriebene 7up Orange im Handel.
Seit Ende 2023 wurde die Marke Mirinda aus dem deutschen Markt entfernt und unter das Dach der ebenfalls von der PepsiCo vertriebenen Marke Schwip Schwap gestellt – seitdem wird es unter dem Namen Schwip Schwap Orange vertrieben. Geschmack und Rezeptur blieben unverändert.